# اللغة القشقائية
اللغة القشقائية هي إحدى اللغات التركية ويمكن يصنفها بعض علاماء اللغة علي أنها من لهجات الآذرية التركية  يتحدثها قبيلة قشقاي (قبائل من التركمان) وهم مجموعة عرقية تعيش في فارس بإيران. وتختلف تقيرات المتحدثين بهذه اللغة. وطبقاً لإثنولوج يتحدثها حوالي مليون ونصف.
مثل اللغة الأذرية الجنوبية تستخدم الأبجدية العربية الفارسية. ويتحدث القفشائيون اللغة الفارسية كلغة أدبية.